# حتى لو لم تفعل
«حتى لو لم تفعل» (بالإنجليزية: Even Of You Don't)‏ هي أغنية منفردة صدرت سنة 2000 لفرقة «وين» من ألبوم «فلفل أبيض». عزفت فرقة الإندي/بوب-بانك «تو تانغز» نسخة مقلدة من الأغنية في ألبومها الذي يحمل نفس اسم الفرقة وصدر سنة 2009. صور فيديو موسيقي ل«حتى لو لم تفعل»، وأنتجه صانعا مسلسل «ساوث بارك» «تري باركر» و «مات ستون».

## الصيغ

### أغنية منفردة مطورة على قرص صلب
يتضمن فيديو كويك تايم ل«حتى لو لم تفعل» الذي أخرجه «مات ستون» و «تري باركر»، وتكون من الأغاني التالية:
| #  | عنوان                 | المدة |
| -- | --------------------- | ----- |
| 1. | "حتى لو لم تفعل"      |       |
| 2. | "خبز ذرة أحمر"        |       |
| 3. | "خبز ذرة أحمر (ميكس)" |       |

### قرص فونوغراف أخضر فلفلي من نوع 7 إنش
يتكون من الأغاني التالية:
| #  | عنوان            | المدة |
| -- | ---------------- | ----- |
| 1. | "حتى لو لم تفعل" |       |
| 2. | "خبز ذرة أحمر"   |       |